# Kalle Blomkvist
Kalle Blomkvist er en detektiv i Astrid Lindgrens forfatterskab.
Med vennerne Eva-Lotta og Anders er han ridder af den Hvide Rose, som kæmper mod den Røde Rose om trofæet Stormumriken, som for uden for stående ser ud som en almindelig sten. Kalle kommer også på sporet af mystiske hændelser, som Eva-Lotta og Anders hjælper ham med at efterforske. Denne "detektiv-virksomhed" udgør hovedtemaet i Lindgrens bøger og filmene baseret på dem.